# القفز (استراتيجية)

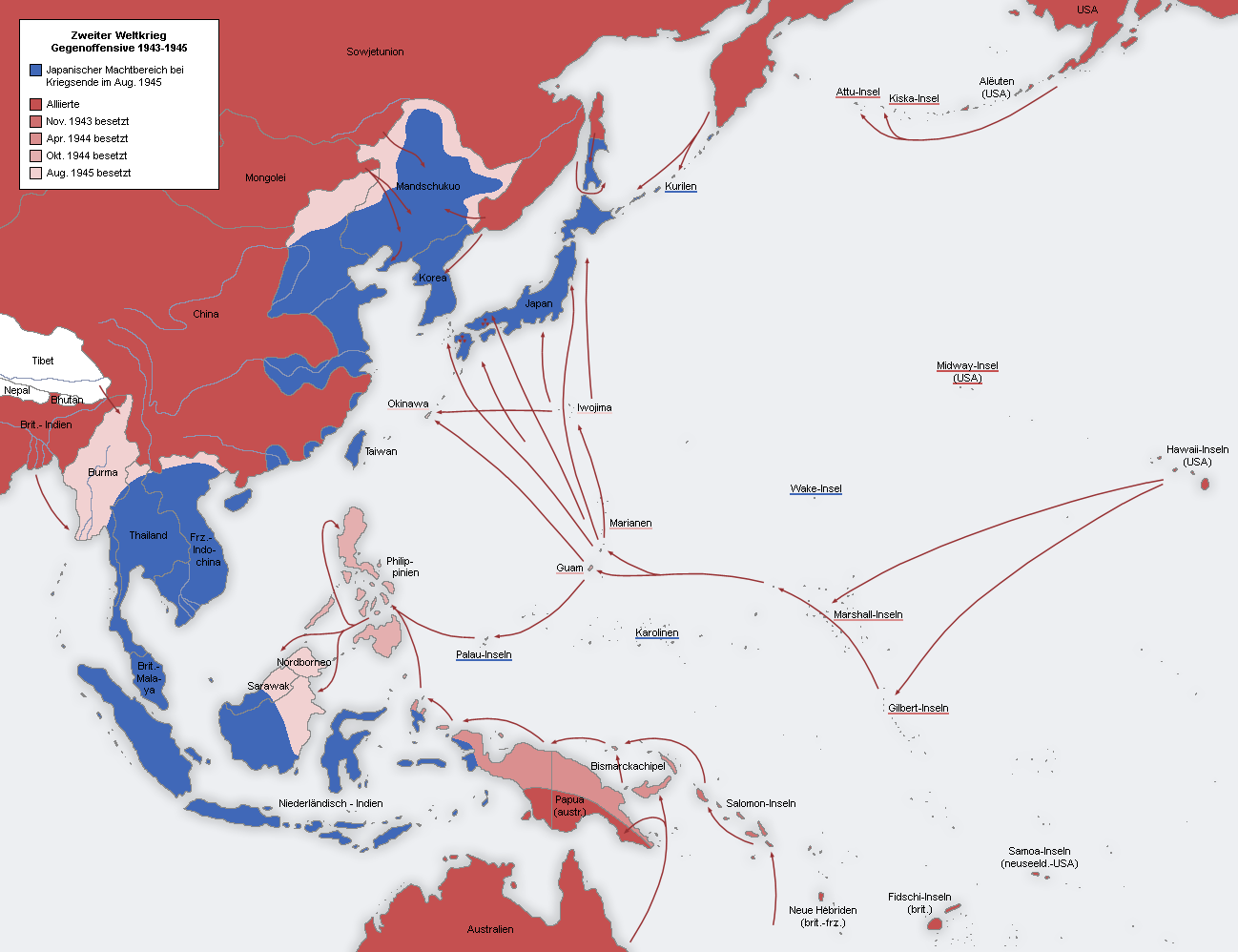
حملة التنقل بين الجزر التي شنتها قوات الحلفاء 1943-1945:
أزرق – الأراضي التي تسيطر عليها اليابان في أغسطس 1945
أحمر غامق – أراضي الحلفاء
أحمر – محتل في نوفمبر 1943
وردي غامق – احتل في أبريل 1944
وردي – احتل في أكتوبر 1944
وردي فاتح – احتل في أغسطس 1945

القفز هو استراتيجية عسكرية برمائية استخدمها الحلفاء في حرب المحيط الهادئ ضد إمبراطورية اليابان خلال الحرب العالمية الثانية. كانت الفكرة الرئيسية هي تجاوز جزر العدو المحصنة بشكل كبير بدلاً من محاولة الاستيلاء على كل جزيرة بالترتيب في الطريق إلى الهدف النهائي. كان المنطق هو أن هذه الجزر يمكن ببساطة قطعها عن سلاسل الإمداد الخاصة بها (مما يؤدي إلى استسلامها في النهاية) بدلاً من الحاجة إلى إغراقها بقوة متفوقة، وبالتالي تسريع التقدم وتقليل الخسائر في القوات والمواد. ولكن هذه الاستراتيجية لم تنجح بالكامل، إذ تمكنت العديد من الحاميات اليابانية من الدفاع لفترة أطول مما توقعه الحلفاء.

## تاريخ

### خلفية
مع بداية القرن العشرين، كان للولايات المتحدة عدة مصالح في غرب المحيط الهادئ للدفاع عنها؛ وهي على وجه التحديد الوصول إلى السوق الصينية ومستعمراتها ــ الفلبين وغوام ــ التي اكتسبتها الولايات المتحدة نتيجة للحرب الإسبانية الأميركية عام 1898. بعد انتصارات اليابان في الحرب الصينية اليابانية والحرب الروسية اليابانية، بدأت الولايات المتحدة تنظر إلى اليابان باعتبارها تهديدًا محتملاً لمصالحها في غرب المحيط الهادئ.  وقد اشتدت حدة هذا العداء بسبب اعتراضات اليابان على محاولة ضم هاواي إلى الولايات المتحدة  واعتراضات اليابان على التمييز ضد المهاجرين اليابانيين في هاواي    وكاليفورنيا.  ونتيجة لذلك، بدأت البحرية الأميركية منذ عام 1897 في إعداد خطط للحرب ضد اليابان، والتي أطلق عليها في نهاية المطاف الاسم الرمزي "خطة الحرب البرتقالية". تضمنت خطة الحرب لعام 1911، والتي تم صياغتها تحت قيادة الأميرال البحري ريموند رودجرز، استراتيجية التنقل بين الجزر للاقتراب من اليابان. 
بعد الحرب العالمية الأولى، منحت معاهدة فرساي اليابان تفويضًا على المستعمرات الألمانية السابقة في غرب المحيط الهادئ - وتحديدًا جزر الماريانا، ومارشال وكارولين. إذا تم تحصين هذه الجزر، فإن اليابان تستطيع من حيث المبدأ أن تمنع الولايات المتحدة من الوصول إلى مصالحها في غرب المحيط الهادئ.  ولذلك، في عام 1921، قام الرائد إيرل هانكوك إليس من فيلق مشاة البحرية الأمريكية بصياغة "الخطة 712، العمليات الأساسية المتقدمة في ميكرونيزيا"، وهي خطة للحرب ضد اليابان. ورغم أن الخطة كانت تتضمن التقدم عبر ميكرونيزيا، فإنها دعت إلى تقليص عدد الجزر في مجموعة واحدة، وليس تجاوز بعضها. لقد افترضت الإستراتيجية بشكل معقول تمامًا التفوق البحري الأمريكي،  وهو ما لم تكن تمتلكه البحرية الأمريكية في أعقاب الهجوم الياباني على بيرل هاربور. وقد أدى هذا إلى اعتماد استراتيجية دفاعية بحتة. 

### الأساس والاستخدام
كانت استراتيجية القفز السريع محدودة بمدى الطائرات البرية، ما لم تتمكن حاملات الطائرات التابعة لأسطول المحيط الهادئ من تقديم المساعدة. كانت القوات الموجودة على الجزر التي تم تجاوزها، مثل القاعدة الرئيسية في رابول، عديمة الفائدة بالنسبة للمجهود الحربي الياباني، وتركت "لتذبل على الكرمة".  كانت عمليات "المتهور" و"الاضطهاد" التي قادها الجنرال دوغلاس ماكارثر من الممارسات الناجحة التي اتبعتها قوات الحلفاء في القفز إلى الشواطئ شديدة الحراسة مع خسائر منخفضة للغاية، ولكنها قطعت القوات اليابانية على بعد مئات الأميال من طرق إمدادها.
قال ماكارثر إن نسخته من القفزات كانت مختلفة عما أسماه القفز بين الجزر،  وهو الأسلوب المفضل لمنطقة وسط المحيط الهادئ التي يقودها الأدميرال تشيستر نيميتز حيث أدت الهجمات المباشرة على الشواطئ والجزر المحمية بشدة إلى خسائر فادحة في الأرواح في تاراوا وبيليليو وسايبان وغوام وإيو جيما وأوكيناوا.  وقد أوضح ماك آرثر استراتيجيته واستراتيجية هالسي:
إن تصوري الاستراتيجي لمسرح المحيط الهادئ، والذي حددته بعد حملة بابوا والذي ما زلت أؤيده باستمرار منذ ذلك الحين، يتلخص في توجيه ضربات هائلة ضد الأهداف الاستراتيجية الرئيسية فقط، باستخدام القوة المفاجئة والضربات الجوية والبرية بدعم ومساعدة الأسطول. وهذا هو العكس تماماً لما يسمى "القفز من جزيرة إلى جزيرة"، والذي يعني الدفع التدريجي للعدو إلى الوراء من خلال الضغط المباشر من الأمام مع الخسائر الفادحة التي ستترتب على ذلك والتي من المؤكد أنها ستترتب على ذلك. لا بد من اتخاذ النقاط الرئيسية بالطبع، ولكن الاختيار الحكيم لمثل هذه النقاط من شأنه أن يلغي الحاجة إلى اقتحام كتلة الجزر التي يسيطر عليها العدو الآن. إن "القفز من جزيرة إلى جزيرة" مع الخسائر الباهظة والتقدم البطيء... ليس فكرتي عن كيفية إنهاء الحرب في أقرب وقت ممكن وبأقل تكلفة ممكنة. فالظروف الجديدة تتطلب إيجاد الحلول، والأسلحة الجديدة تتطلب أقصى قدر من تطبيق أساليب جديدة ومبتكرة. والواقع أن الحروب لا تُربح أبدًا في الماضي.

### المزايا
لقد سمح هذا التطور لقوات الولايات المتحدة بالوصول إلى اليابان بسرعة وعدم إهدار الوقت والقوى البشرية والإمدادات للاستيلاء على كل جزيرة تحت سيطرة اليابان على طول الطريق. لقد أعطى ذلك الحلفاء ميزة المفاجأة وأبقى اليابانيين خارج التوازن، حيث لم يتمكنوا من الدفاع في كل مكان بقوة.  

### العيوب
وكان من المتوقع أن تصبح القوات اليابانية التي تم تجاوزها غير فعالة وأن "تذبل على الكرمة" وتموت من الجوع في غضون بضعة أشهر، ولكن هذا لم يحدث. لقد قاموا بزراعة الحدائق باستخدام البذور والمعدات المستوردة عن طريق الطائرات والغواصات، وعملوا مع العمالة المحلية، وظلوا أقوياء ومنظمين بشكل جيد. وظلوا قادرين على القيام بعمل هجومي، وشنوا هجمات مضادة كبرى ضد القوات الأمريكية في معركة نهر درينيومور والهجوم المضاد في بوغانفيل. أدى احتواء هذه القوات اليابانية إلى تقييد ستة فرق أمريكية، مما هدد بتحويل الجيش الأمريكي إلى الجيش الذي أصبح غير فعال استراتيجيًا. ولم يطاردوا القوات اليابانية المهزومة، ولم يقوموا بدوريات كبيرة خارج محيطهم الدفاعي، مما سمح لليابانيين المهزومين بإعادة تجميع صفوفهم وإصلاح أنفسهم. كما تركت السكان المحليين تحت رحمة اليابانيين. وعندما عاد ماكارثر إلى الفلبين، تخلى عن سياسة القفز إلى الأمام لصالح سياسة التدمير الكامل للقوات اليابانية، والتي استندت في المقام الأول إلى ضرورة سياسية تتمثل في تحرير الفلبين. حلت القوات الأسترالية محل الحاميات الأمريكية في أواخر عام 1944 وشنت هجمات ضد اليابانيين في بوغانفيل وفي أيتاب. 

## ملحوظات
1. ↑  Asada 2006، صفحات 11, 18.
2. ↑  On this occasion, Japan sent the cruiser Naniwa to Honolulu, Hawaii; the Naniwa arrived at Hawaii on February 23, 1894.Neumann 2004، صفحة 114
3. ↑  Asada 2006، صفحة 10.
4. ↑  "Japan's Points: Hawaiian government to be asked questions". Hawaiian Gazette. ج. 32 رقم  36. 4 مايو 1897. ص. 1. مؤرشف من الأصل في 2023-08-26. اطلع عليه بتاريخ 2025-01-16 – عبر Library of Congress.
5. ↑  "No Arbitration: Minister Shimamura on indemnity claim". Hawaiian Gazette. ج. 32 رقم  37. 7 مايو 1897. ص. 1. مؤرشف من الأصل في 2022-09-08. اطلع عليه بتاريخ 2025-01-16 – عبر Library of Congress.
6. ↑  Asada 2006، صفحات 10, 11, 18, 20.
7. ↑  Asada 2006، صفحات 12–13, 22.
8. ↑  Ellis 1992، صفحة 29.
9. ↑  Ellis 1992، صفحات 39–40.
10. ↑  Morton 1962، صفحة 143.
11. 1 2  Morton 1962، صفحة 587.
12. ↑  Smith 1953، صفحات 3–6.
13. 1 2  Willoughby 1966، صفحة 100.
14. ↑  Roehrs & Renzi 2004، صفحات 127, 134–139, 201-210.
15. ↑  Roehrs & Renzi 2004، صفحة 119.
16. ↑  Long 1963، صفحات 66–69.